# Championnats d'Afrique d'haltérophilie 2013
Navigation
Édition précédente Édition suivante
Les Championnats d'Afrique d'haltérophilie 2013  sont la 24e édition des Championnats d'Afrique d'haltérophilie. Ils se déroulent du 30 octobre au 3 novembre 2013 à Casablanca au Maroc, et voient s'affronter 69 hommes et 32 femmes de onze nations africaines (l'Afrique du Sud, l'Algérie, le Cameroun, le Ghana, le Kenya, la Libye, Madagascar, le Maroc, Maurice, les Seychelles et la Tunisie.

## Médaillés

### Hommes
| Catégorie   | Or                            | Argent                                | Bronze                                |       |       |
| 56 kg       | 56 kg                         | 56 kg                                 | 56 kg                                 | 56 kg | 56 kg |
| ----------- | ----------------------------- | ------------------------------------- | ------------------------------------- | ----- | ----- |
| Arraché     | Faouzi Kraydi 98 kg           | Abdeghani Chigar 92 kg                | Eric Andriantsitohaina 90 kg          |       |       |
| Épaulé-jeté | Eric Andriantsitohaina 120 kg | Abdeghani Chigar 120 kg               | Tubal Mohamed 115 kg                  |       |       |
| Total       | Abdeghani Chigar 212 kg       | Faouzi Kraydi 211 kg                  | Eric Andriantsitohaina 210 kg         |       |       |
| 62 kg       |                               |                                       |                                       |       |       |
| Arraché     | Watreni Marouen 115 kg        | Abdella Khalifa Mohamed Moussa 110 kg | Souhail Mairif 110 kg                 |       |       |
| Épaulé-jeté | Watreni Marouen 147 kg        | Souhail Mairif 146 kg                 | Abdella Khalifa Mohamed Moussa 141 kg |       |       |
| Total       | Watreni Marouen 262 kg        | Souhail Mairif 256 kg                 | Abdella Khalifa Mohamed Moussa 251 kg |       |       |
| 69 kg       |                               |                                       |                                       |       |       |
| Arraché     | Karem Ben Hnia 143 kg         | Maraj S. Omer Tubal 120 kg            | Abdessamad Labrak 105 kg              |       |       |
| Épaulé-jeté | Karem Ben Hnia 178 kg         | Maraj S. Omer Tubal 140 kg            | Abdessamad Labrak 132 kg              |       |       |
| Total       | Karem Ben Hnia 321 kg         | Maraj S. Omer Tubal 260 kg            | Abdessamad Labrak 237 kg              |       |       |
| 77 kg       |                               |                                       |                                       |       |       |
| Arraché     | Rami Bahloul 151 kg           | Housseyn Fardjallah 140 kg            | Jean-Baptiste Yanou Ketchanke 137 kg  |       |       |
| Épaulé-jeté | Rami Bahloul 180 kg           | Housseyn Fardjallah 175 kg            | Jean-Baptiste Yanou Ketchanke 173 kg  |       |       |
| Total       | Rami Bahloul 331 kg           | Housseyn Fardjallah 315 kg            | Jean-Baptiste Yanou Ketchanke 310 kg  |       |       |
| 85 kg       |                               |                                       |                                       |       |       |
| Arraché     | Abdallah Mekki 145 kg         | Petit David Minkoumba 142 kg          | Mustapha Ettaleb 110 kg               |       |       |
| Épaulé-jeté | Abdallah Mekki 180 kg         | Alanani Elias 141 kg                  | Mustapha Ettaleb 130 kg               |       |       |
| Total       | Abdallah Mekki 325 kg         | Alanani Elias 251 kg                  | Mustapha Ettaleb 240 kg               |       |       |
| 94 kg       |                               |                                       |                                       |       |       |
| Arraché     | Mohamed Amine Doghmane 160 kg | Saddam Messaoui 147 kg                | Maamar Boudani 145 kg                 |       |       |
| Épaulé-jeté | Mohamed Amine Doghmane 195 kg | Maamar Boudani 181 kg                 | Saddam Messaoui 180 kg                |       |       |
| Total       | Mohamed Amine Doghmane 355 kg | Saddam Messaoui 327 kg                | Maamar Boudani 326 kg                 |       |       |
| 105 kg      |                               |                                       |                                       |       |       |
| Arraché     | Walid Bidani 163 kg           | Abdulmoneim Elwaddani 162 kg          | Ayoub Bakadi 127 kg                   |       |       |
| Épaulé-jeté | Walid Bidani 191 kg           | Abdulmoneim Elwaddani 187 kg          | Ayoub Bakadi 165 kg                   |       |       |
| Total       | Walid Bidani 354 kg           | Abdulmoneim Elwaddani 349 kg          | Ayoub Bakadi 292 kg                   |       |       |
| +105 kg     |                               |                                       |                                       |       |       |
| Arraché     | Abdelhamid Mimoune 150 kg     | Abdalla Salem Eljadid Elazibi 135 kg  | Ibrahim Ehmeda Alanani 127 kg         |       |       |
| Épaulé-jeté | Abdelhamid Mimoune 190 kg     | Ibrahim Ehmeda Alanani 163 kg         | Abdalla Salem Eljadid Elazibi 162 kg  |       |       |
| Total       | Abdelhamid Mimoune 340 kg     | Abdalla Salem Eljadid Elazibi 297 kg  | Ibrahim Ehmeda Alanani 290 kg         |       |       |

### Femmes
| Catégorie   | Or                              | Argent                           | Bronze                                 |       |       |
| 48 kg       | 48 kg                           | 48 kg                            | 48 kg                                  | 48 kg | 48 kg |
| ----------- | ------------------------------- | -------------------------------- | -------------------------------------- | ----- | ----- |
| Arraché     | Soumia Dik 55 kg                |                                  |                                        |       |       |
| Épaulé-jeté | Soumia Dik 65 kg                |                                  |                                        |       |       |
| Total       | Soumia Dik 120 kg               |                                  |                                        |       |       |
| 53 kg       |                                 |                                  |                                        |       |       |
| Arraché     | Nouha Landoulsi 70 kg           | Sara Sibar 63 kg                 | Ruth Baffoe 62 kg                      |       |       |
| Épaulé-jeté | Nouha Landoulsi 86 kg           | Sara Sibar 79 kg                 | Ruth Baffoe 77 kg                      |       |       |
| Total       | Nouha Landoulsi 156 kg          | Sara Sibar 142 kg                | Ruth Baffoe 139 kg                     |       |       |
| 58 kg       |                                 |                                  |                                        |       |       |
| Arraché     | Oumaima Mejri 70 kg             | Hind Jernane 55 kg               | Kheira Hammou 51 kg                    |       |       |
| Épaulé-jeté | Oumaima Mejri 88 kg             | Hind Jernane 73 kg               | Kheira Hammou 71 kg                    |       |       |
| Total       | Oumaima Mejri 158 kg            | Hind Jernane 128 kg              | Kheira Hammou 122 kg                   |       |       |
| 63 kg       |                                 |                                  |                                        |       |       |
| Arraché     | Joyce Épie Osoungu Ndoua 74 kg  | Elisa Vania Ravololoniaina 67 kg | Ikram Cherrara 64 kg                   |       |       |
| Épaulé-jeté | Joyce Épie Osoungu Ndoua 87 kg  | Ikram Cherrara 84 kg             | -                                      |       |       |
| Total       | Joyce Épie Osoungu Ndoua 161 kg | Ikram Cherrara 148 kg            | -                                      |       |       |
| 69 kg       |                                 |                                  |                                        |       |       |
| Arraché     | Marie-Josèphe Fegue 103 kg      | Ghada Hassine 97 kg              | Rachida Torchi 71 kg                   |       |       |
| Épaulé-jeté | Marie-Josèphe Fegue 128 kg      | Ghada Hassine 117 kg             | Marie Hanitra Roilya Ranaivosoa 95 kg  |       |       |
| Total       | Marie-Josèphe Fegue 231 kg      | Ghada Hassine 214 kg             | Marie Hanitra Roilya Ranaivosoa 166 kg |       |       |
| 75 kg       |                                 |                                  |                                        |       |       |
| Arraché     | Sirine Guezmir 85 kg            | Hélène Laure Miyenga 77 kg       | Assia Slimane 68 kg                    |       |       |
| Épaulé-jeté | Assia Slimane 97 kg             | Sirine Guezmir 96 kg             | Hélène Laure Miyenga 95 kg             |       |       |
| Total       | Sirine Guezmir 181 kg           | Hélène Laure Miyenga 172 kg      | Assia Slimane 165 kg                   |       |       |
| +75 kg      |                                 |                                  |                                        |       |       |
| Arraché     | Yosra Dhieb 92 kg               | Shalinee Valaydon 86 kg          | Dora Afi Abotsi 81 kg                  |       |       |
| Épaulé-jeté | Shalinee Valaydon 113 kg        | Yosra Dhieb 112 kg               | Wafa Ammouri 102 kg                    |       |       |
| Total       | Yosra Dhieb 204 kg              | Shalinee Valaydon 199 kg         | Dora Afi Abotsi 181 kg                 |       |       |